# 2015년 쿠웨이트 모스크 폭탄 테러
2015년 쿠웨이트 모스크 폭탄 테러는 2015년 6월 26일 쿠웨이트 쿠웨이트시티에 있는 이슬람교 시아파 모스크에서 발생한 자살 폭탄 테러이다. 모스크에는 사건 당시 집단 예배가 이루어지고 있었으며, 약 2,000명이 모여 있었다. 예배 중에 갑자기 들어온 남자가 폭발물을 폭발시켰다. 그 후, 무장 조직 이슬람 국가 (IS)가 시아파를 겨냥했다고 범행 성명을 트위터로 하였다. 이 테러로 27명 이상이 사망하였다.